# بطم
البُطْم (باللاتينية: Pistacia) جنس شجري يضم عشرة أنواع أشهرها الفستق الحلبي.

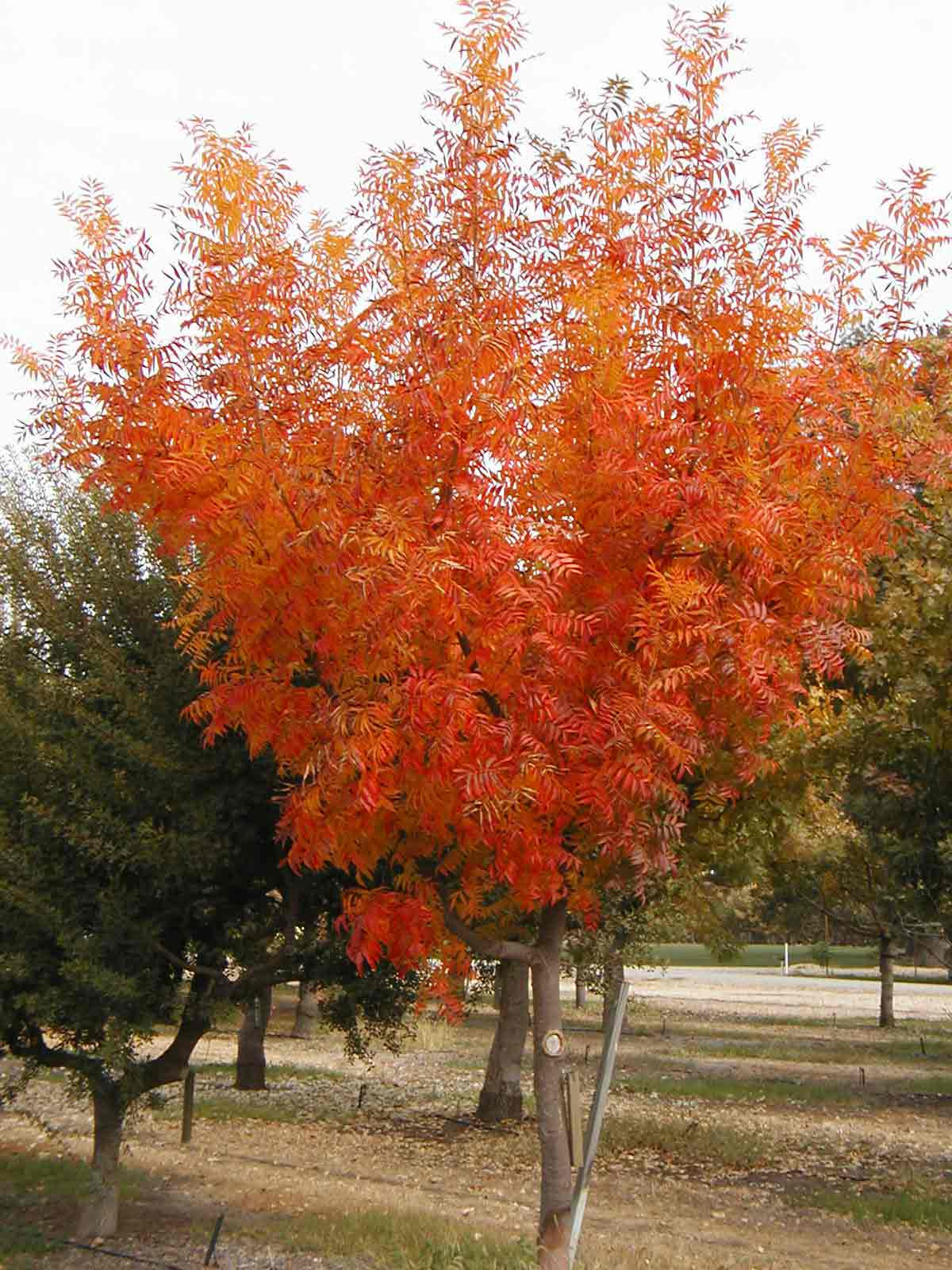
بطم صيني

## الموئل والانتشار
تنتشر هذه الأنواع في المشرق العربي والمغرب العربي وجزر الكناري وجنوب أوروبا ووسط وغرب آسيا وجنوب أمريكا الشمالية (المكسيك وتكساس). وهي أشجار وشجيرات صغيرة، تنمو إلى حوالي 5-15 م.
يمكن لأنواع البطم أن تطعم بعسلوج (طعم) من الفستق. تمتاز بأوراق صغيرة ويصدر عن صمغها رائحة مميزة.

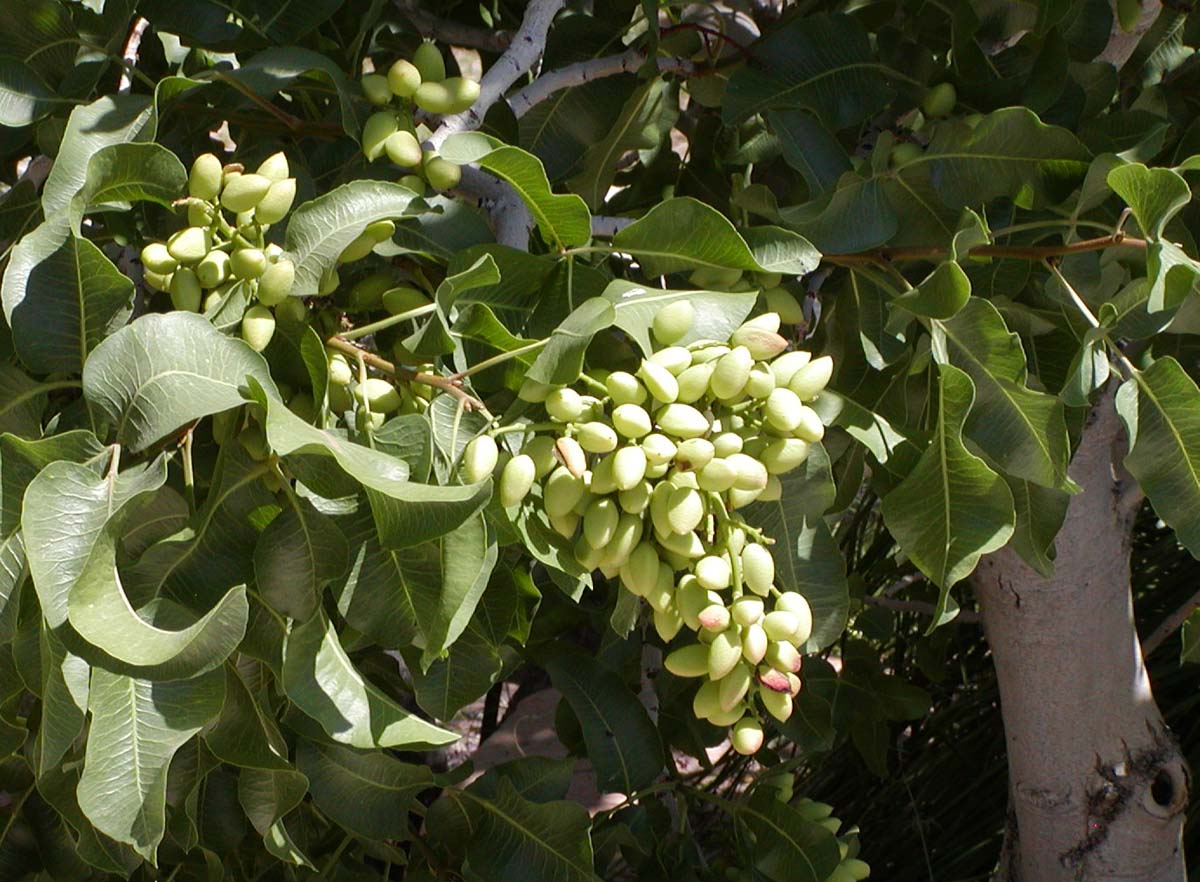
ثمار الفستق الحلبي في إيران

يستخرج من الشجرة زيت يسمى زيت البطم وله استعمالات طبية. ثمار البطم صغيرة تشبه حبات الفستق وهي صالحة للأكل عموماً. يستخدم خشب البطم في صنع بعض الأدوات المنزلية.

## من أنواعه
- البطم الأطلسي (باللاتينية: Pistacia atlantica)
- البطم الأفغاني (باللاتينية: Pistacia afghanistania)
- البطم التربنتيني (باللاتينية: Pistacia terebinthus)
- البطم التكساسي (باللاتينية: Pistacia texana)
- الفستق الحلبي (باللاتينية: Pistacia vera)
- البطم العدسي (باللاتينية: Pistacia lentiscus)
- البطم الفلسطيني (باللاتينية: Pistacia palaestina)
- بطم كينجوك (باللاتينية: Pistacia khinjuk)
- البطم المكسيكي (باللاتينية: Pistacia mexicana)